# O Contador de Histórias
O Contador de Histórias (Brasil, 2009) é um filme biográfico, que conta a história de um contador de histórias. Trata-se de Roberto Carlos Ramos, ou Roberto Carlos Contador de Histórias, como é conhecido em Belo Horizonte. O diretor Luiz Villaça descobriu O Contador de Histórias por acaso, em um livro infantil que seu filho havia ganhado de presente, e após ler a história de Roberto Carlos, desenvolveu o projeto do filme premiado com o selo da Organização das Nações Unidas.

## Sinopse
O filme se passa na década de 1970, iniciando sua ação na cidade de Belo Horizonte. O então garoto Roberto Carlos Ramos vive com a mãe e seus nove irmãos em uma favela. A mãe decide levá-lo para a Febem, acreditando em melhores oportunidades para o filho, inclusive dele se tornar um doutor.
Na instituição, Roberto Carlos usa sua criatividade para conseguir mais comida e atenção, e também aprende a impor moral entre os internos. Após um ano na instituição , já com 07 anos, é transferido para outra ala  instituição onde as regras são mais rígidas. Para fugir de castigos físicos, ele e outros internos descobrem o mundo das drogas e de pequenos delitos, fugindo sempre, em toda oportunidade. Seu comportamento é rotulado como irrecuperável pela instituição. Nesse momento caótico de sua vida, aparece a pedagoga francesa Margherit Duvas que, aos poucos, com palavras carinhosas e atitudes educadas, vai conquistando o menino supostamente irrecuperável.
Ela o adota, lhe dando a chance de se alfabetizar, estudar e dar asas à sua criatividade. Ambos vão viver na França. Após concluir seus estudos, Roberto Carlos retorna à Febem, como educador. Ali começa sua história com outras crianças e adolescentes. Ele vai adotando-os e criando uma família numerosa, com treze filhos adotivos. Alguns ditos irrecuperáveis, como ele, pelas instituições.

## Elenco
- Maria de Medeiros - Margherit
- Daniel Henrique - Roberto Carlos Ramos - 6 anos de idade
- Paulinho Mendes - Roberto Carlos Ramos - 13 anos de idade
- Cleiton Santos - Roberto Carlos Ramos - adulto
- Malu Galli - Pérola
- Ju Colombo - Mãe de Roberto Carlos
- Daniel Henrique da Silva - Samuel - 6 anos de idade
- Ricardo Perpétuo - Samuel - 13 anos de idade
- Matheus de Freitas - Cabelinho de Fogo - 13 anos de idade
- Victor Augusto da Silva - Cabelinho de Fogo - 17 anos de idade
- Teuda Bara - Judith
- Jacqueline Obrigon - psicóloga
- Luciana Carnieli - assistente da psicóloga
- Chico Díaz - camelô
- Paulo Federal - porteiro
- Maurício Marques - bedel 1
- Laerte Mello - bedel 2
- Rhena de Faria - faxineira
- Cesar Lopes - jardineiro
- Montanha Carvalho - acrobata